# Станіславово (Білостоцький повіт)
Станіславово (пол. Stanisławowo) — село в Польщі, у гміні Юхновець-Косьцельний Білостоцького повіту Підляського воєводства.
Населення — 232 особи (2011).
У 1975-1998 роках село належало до Білостоцького воєводства.

## Демографія
Демографічна структура станом на 31 березня 2011 року:
|          | Загалом | Допрацездатний вік | Працездатний вік | Постпрацездатний вік |
| -------- | ------- | ------------------ | ---------------- | -------------------- |
| Чоловіки | 114     | 23                 | 85               | 6                    |
| Жінки    | 118     | 21                 | 81               | 16                   |
| Разом    | 232     | 44                 | 166              | 22                   |